# Estádio do Grupo Desportivo de Peniche
O Estádio do Grupo Desportivo de Peniche é um estádio de futebol localizado na cidade de Peniche, Portugal. O estádio inaugurado em 1941, e onde se encontra a sede do clube da década de 90, acolhe os jogos em casa do GD Peniche e dos torneios da Federação de Futebol de Leiria.

## Ligações Externas
- Site Oficial do Grupo Desportivo de Peniche